# Nāḩiyat Ya‘rubīyah
Nāḩiyat Ya‘rubīyah (arabiska: ناحية اليعربية, ناحية يعربية) är ett subdistrikt i Syrien.   Det ligger i provinsen al-Hasakah, i den nordöstra delen av landet, 600 km nordost om huvudstaden Damaskus.
Omgivningarna runt Nāḩiyat Ya‘rubīyah är i huvudsak ett öppet busklandskap. Runt Nāḩiyat Ya‘rubīyah är det ganska tätbefolkat, med 179 invånare per kvadratkilometer.